# Ingrid Scheurmann
Ingrid Scheurmann, geb. Kräling (* 1954) ist eine deutsche Denkmalpflegerin, Historikerin und Honorarprofessorin für Denkmalpflege an der TU Dortmund.

## Leben
Scheurmann studierte Geschichte, Anglistik und Politologie und wurde mit einer wissenschaftsgeschichtlichen Arbeit 1984 an der Universität Marburg promoviert. Seit 1995 ist sie bei der Deutschen Stiftung Denkmalschutz tätig, aktuell leitet sie den Bereich Denkmaltheorie/DenkmalAkademie und ist unter anderem verantwortlich für die Seite DenkmalDebatten.
Von 1991 bis 1994 kuratierte sie zusammen mit Konrad Scheurmann den von Dani Karavan geschaffenen Gedenkort „Passages“ für Walter Benjamin und das europäische Exil im spanischen Portbou. Außerdem leitete sie die Ausstellung Grenzüberschreitungen – Walter Benjamin und das Europäische Exil, die in Portbou und danach in Bonn, Hagen, Amsterdam, Leipzig, Hamburg und Moskau zu sehen war. Von 2001 bis 2008 war sie Leiterin der Dehio-Geschäftsstelle bei der Deutschen Stiftung Denkmalschutz und 2005 kuratierte sie die Ausstellung „ZeitSchichten – erkennen und erhalten. Denkmalpflege in Deutschland“ im Residenzschloss Dresden. Von März 2008 bis September 2012 war sie Vertretungsprofessorin für Denkmalkunde und angewandte Bauforschung an der Fakultät Architektur der TU Dresden, dort koordinierte sie den Masterstudiengang Denkmalpflege und Stadtentwicklung. Von 2009 bis 2012 war sie Leiterin des Teilprojekts Zwischen Historie und Historisierung. Theoriediskurse der Denkmalpflege im Rahmen des BMBF-Forschungsprojekts Denkmal – Werte – Dialog. Historisch-kritische Analyse und systematisch-praktische Konzeption denkmalpflegerischer Leitwerte. Von 2010 bis 2012 leitete sie ferner das denkmalpflegerische Teilprojekt der Dresdner Projektgruppe innerhalb des EU-Forschungsprojekts Efficient Energy for EU Cultural Heritage, 3Encult. Von 2014 bis 2017 leitete sie das Teilprojekt Noch eine Erweiterung des Denkmalbegriffs? Bauten der Nachkriegszeit zwischen unbequemem Erbe und Authentizitätsversprechen im Rahmen des BMBF-Forschungsprojekts Welche Denkmale welcher Moderne?
Seit 2013 ist sie Honorarprofessorin für Denkmalpflege an der TU Dortmund.
Scheurmann ist Schatzmeisterin im Arbeitskreis Theorie und Lehre der Denkmalpflege e. V. und 1. Stellvertretende Vorsitzende des Verein für die Geschichte Berlins. Zudem war sie Mitglied des von 2014 bis 2017 bestehenden Arbeitskreises Bodendenkmäler im Rheinland – Archäologisches Gedächtnis der Städte bei der Fritz-Thyssen-Stiftung, von ICOMOS, der Arbeitsgruppe Öffentlichkeitsarbeit des Deutschen Nationalkomitees für Denkmalschutz sowie des Netzwerks ArcHerNet. des Deutschen Archäologischen Instituts.

## Veröffentlichungen (Auswahl)

### Bücher
- Konturen und Konjunkturen der Denkmalpflege. Zum Umgang mit baulichen Relikten der Vergangenheit. Köln/Weimar/Wien 2018, ISBN 3-412-51139-0.
- Marburger Neuhistoriker 1845–1930. Ein Beitrag zu Historiographie und Studium an der Philippina. Elwert, Marburg 1985 (zugleich: Dissertation, Universität Marburg, 1984).

### Herausgeberschaft
- mit Hans-Rudolf Meier und Wolfgang Sonne: WERTE. Begründungen der Denkmalpflege in Geschichte und Gegenwart. Abschlussdokumentation des BMBF-Forschungsprojekts Denkmal – Werte – Dialog, Berlin 2013.
- Kommunizieren – Partizipieren. Neue Wege der Denkmalvermittlung (= Schriftenreihe des Deutschen Nationalkomitees für Denkmalschutz 82, Tagungsdokumentation), Bonn 2012.
- Erinnerung kartieren. Bauforschung in ehemaligen Konzentrationslagern (= Schriftenreihe des Masterstudiengangs Denkmalpflege und Stadtentwicklung), Dresden 2012.
- mit Olav Helbig: Denk_Male des 20. Jahrhunderts. Bauten-Relikte-Erinnerungsorte. Herausforderung für die Denkmalpflege (= Schriftenreihe des Masterstudiengangs Denkmalpflege und Stadtentwicklung), Dresden 2010.
- mit Hans-Rudolf Meier: DENKmalWERTE. Beiträge zur Theorie und Aktualität der Denkmalpflege. Georg Mörsch zum 70. Geburtstag, München/Berlin 2010.
- mit Hans-Rudolf Meier: Echt – alt – schön – wahr. Zeitschichten der Denkmalpflege, München und Berlin 2006.
- ZeitSchichten. Erkennen und Erhalten. Denkmalpflege in Deutschland. Katalogbuch zur gleichnamigen Ausstellung im Residenzschloss Dresden, 30. Juli – 13. November 2005, München und Berlin 2005.
- mit Bernhard Diestelkamp: Friedenssicherung und Rechtsgewährung. Sechs Beiträge zur Geschichte des Reichskammergerichts und der obersten Gerichtsbarkeit im alten Europa. AsKI, Wetzlar u. a. 1997, ISBN 3-930370-05-0.
- Juden in Kassel. 1808–1933. Eine Dokumentation anlässlich des 100. Geburtstages von Franz Rosenzweig. Ausstellung des Kulturamts der Stadt Kassel, Schloss Bellevue, 23. November 1986 – 31. Januar 1987 und des Jüdischen Museums Frankfurt am Main, Karmeliterkloster, 19. Mai – 28. Juni 1987. Thiele und Schwarz, Kassel 1986.

### Artikel
- Herausforderung Nachkriegsarchitektur. Zum denkmalpflegerischen Umgang mit Gebäuden der 1950er bis 1970er Jahre, in: Zukunft der Vergangenheit. Die Erneuerung von Gebäuden der Baujahre 1945 bis 1979, hrsg. von der Wüstenrot Stiftung, Stuttgart und Zürich 2014, S. 28–41.
- Erinnern und Vergessen in Zeiten von „Big Data“. Zu den Prämissen aktueller Denkmal- und Erbediskurse, in: Kai Kappel, Müller, Matthias (Hrsg.): Geschichtsbilder und Erinnerungskultur in der Architektur des 20. und 21. Jahrhunderts, Regensburg 2014, S. 131–148.
- Denkmalschutz für unwirtliche Baudenkmäler? Zu Wert- und Vermittlungsfragen von Bauten des Brutalismus, hrsg. von der Wüstenrot Stiftung, Ludwigsburg und Zürich 2014, S. 28–41.
- Vom Kunstunwert zum unbequemen Denkmal. Zum denkmalpflegerischen Nachdenken über das Verhältnis von Geschichte und Ästhetik, in: Birgit Franz, Waltraud Kofler Engl (Hrsg.): Umstrittene Denkmale. Der Umgang mit dem Erbe der Diktaturen (= Schriftenreihe des Arbeitskreises Theorie und Lehre der Denkmalpflege e. V. Band 22), Holzminden 2013, S. 25–35.
- Denkmal_Werte_Geschichte. Zu Theorie und Aktualität der Denkmalpflege, in: Bernhard Serexhe (Hrsg.): Digital Oblivion. Konservierung digitaler Kunst: Theorie und Praxis, Karlsruhe 2013, S. 114–130.
- Denkmalpflege und Kunstschutz 1914 bis 1933. Programme, Profile, Projekte und ihre disziplingeschichtlichen Folgen, in: WERTE. Begründungen der Denkmalpflege in Geschichte und Gegenwart. Abschlussdokumentation des BMBF-Forschungsprojekts Denkmal – Werte – Dialog, hrsg. von Hans-Rudolf Meier, Ingrid Scheurmann und Wolfgang Sonne, Berlin 2012.
- BegriffsGeschichten. Zu Theorie- und Wertungsfragen der Denkmalpflege, in: Werner Sewing (Hrsg.): Authentizität. Sehnsucht nach Wahrhaftigkeit in der Architektur, Berlin 2012.
- Denkmalwerte heute. Vom historischen Zeugniswert und seiner Substanz in den Denkmaldiskursen des 20. Jahrhunderts, in: Winfried Speitkamp (Hrsg.): Europäisches Kulturerbe. Bilder, Traditionen, Konfigurationen (= Arbeitshefte des Landesamts für Denkmalpflege Hessen), Stuttgart 2012.
- Von der Denkmalbildung zur Denkmalvermittlung. Eine Umwertung?, in: Kommunizieren – Partizipieren. Neue Wege der Denkmalvermittlung (= Schriftenreihe des Deutschen Nationalkomitees für Denkmalschutz. Band 82), Bonn 2012.
- Denkmalpflege und Erinnerungskultur, in: „Erinnerung kartieren“. Bauforschung in ehemaligen Konzentrationslagern (= Schriftenreihe des Masterstudiengangs Denkmalpflege und Stadtentwicklung), Dresden 2012.
- Auf dem Prüfstand – Denkmalpflege und bürgerschaftliches Engagement (Festvortrag Regensburger Herbstsymposium für Kunst, Geschichte und Denkmalpflege 2010), in: „Zum Teufel mit den Baudenkmälern“. 200 Jahre Denkmalschutz in Regensburg, hrsg. vom Arbeitskreis Regensburger Herbstsymposium, Regensburg 2011, S. 87–98.
- Gemeinsame Sache. Bürgerschaftliches Engagement und öffentliches Interesse in der Denkmalpflege, Symbol der deutschen Einheit. St. Georgen – Großprojekt und Flaggschiff der Deutschen Stiftung Denkmalschutz. Interview mit Gottfried Kiesow und Rosemarie Wilcken, Kooperieren beim Schutz der Denkmale, in: Bewahren – Stiften – Vermitteln. Deutsche Stiftung Denkmalschutz 1985–2010. Festschrift zum 25-jährigen Jubiläum der Deutschen Stiftung Denkmalschutz, 2 Bde., Bonn 2010 (S. 18–29, S. 144–153, S. 204–211).
- Mehr Substanz – Bemerkungen zum Geschichtsbild der modernen Denkmalpflege oder: Warum sind Baudenkmale unbequem?, in: DENKmalWERTE. Beiträge zur Theorie und Aktualität der Denkmalpflege. Georg Mörsch zum 70. Geburtstag, hrsg. von Hans-Rudolf Meier und Ingrid Scheurmann, München, Berlin 2010, S. 15–23 und S. 59–74.
- Georg Dehio. Leben, Wirken und Fortwirken, in: Gerhard Eimer, Ernst Gierlich (Hrsg.): Kunsthistoriker und Denkmalpfleger des Ostens. Ein Beitrag zur Entwicklung des Faches im 19. und 20. Jahrhundert, Bonn 2007, S. 119–135.
- Das Denkmal als Marke. Vom Konservieren und Restaurieren in der Nachfolge Georg Dehios, in: Echt – alt – schön – wahr. Zeitschichten der Denkmalpflege, hrsg. von Hans-Rudolf Meier und Ingrid Scheurmann, München, Berlin 2006, S. 10–13 und S. 96–107.